# Down in the Valley (Oper)
Down in the Valley ist eine einaktige Folk-Oper in acht Szenen von Kurt Weill mit einem Libretto von Arnold Sundgaard. Das heute bekannte Werk ist die überarbeitete und verlängerte Fassung einer unveröffentlichten Radiooper aus dem Jahr 1945, in der fünf US-amerikanische Folksongs arrangiert sind. Die titelgebende Ballade Down in the Valley ist auch unter dem Titel Birmingham Jail bekannt.

## Handlung

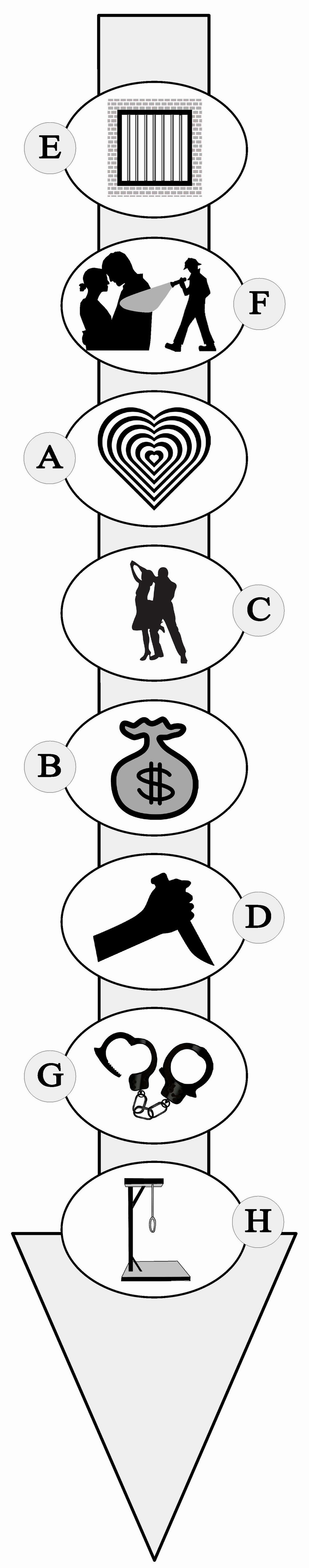
Handlung der Weill’schen Oper

Die Oper spielt in Birmingham, Alabama, am südlichen Rand der Appalachen. Die Zeit ist nicht näher bestimmt, jedoch lassen verschiedene Anhaltspunkte wie etwa die Hinrichtung Bracks am Galgen, der wöchentliche Hoedown-Tanzabend sowie die Absenz neuerer technischer Erfindungen die zweite Hälfte des 19. oder das beginnende 20. Jahrhundert vermuten.
Da die Erzählung der Ereignisse nicht in einer geordneten Sequenz erfolgt, sollen sie hier zur besseren Verständlichkeit chronologisch wiedergegeben werden, während nebenstehende Grafik die Abfolge innerhalb der Oper veranschaulicht.
- (A) Seit einem näheren Kennenlernen bei einer Kirchenveranstaltung haben Jennie Parsons und Brack Weaver die große Liebe gefunden (3. Szene).
- (B) Ihr Vater will Jennie allerdings an der Seite des deutlich älteren und zwielichtigen Geschäftsmannes Thomas Bouché sehen. Durch diese Verbindung erhofft er sich wirtschaftlichen Aufschwung und somit ein Ende seiner finanziellen Schieflage (5. Szene).
- (C) Gegen den Wunsch ihres Vaters entscheidet sich Jennie dennoch, mit Brack zum Tanz zu gehen und Bouché zurückzuweisen (4. Szene).
- (D) Dort kommt es zwischen den beiden Männern zu einem handfesten Gemenge; der betrunkene Bouché stirbt im heftigen Zweikampf durch eine Stichverletzung seines eigenen Messers (6. Szene).
- (E) Brack wird verhaftet und wegen Mordes zum Tod durch den Strang verurteilt. Im Gefängnis hofft er vergeblich auf einen letzten Brief von seiner Jennie. In der Nacht vor der Hinrichtung kann er entkommen, um sie noch einmal zu sehen und eine letzte Liebesbekundung von ihr zu hören (1. Szene).
- (F) Auch Jennie ist verzweifelt, und die Beschwichtigungsversuche ihres Vaters können sie nicht über den Schmerz hinwegtrösten. Umso größer ist ihre Freude, als Brack nachts bei ihr erscheint (2. Szene).
- (G) Sie beteuern sich gegenseitig ihre ewige Liebe und denken an ihr Kennenlernen zurück, aber die Polizei ist auf der Suche nach Brack und sie müssen fliehen. Im Morgengrauen schließlich fügt er sich seinem Schicksal und begibt sich wieder in die Hände der Justiz (7. Szene).
- (H) Im Gefängnis sieht er der Vollstreckung des Urteils entgegen (8. Szene).

## Szenen und Nummern
Down in the Valley ist nach einer prologartigen Einleitung in acht Szenen aufgegliedert, die nicht nur an jeweils verschiedenen Schauplätzen, sondern aufgrund der Anachronie auch zu unterschiedlichen Zeitpunkten spielen.
| Szene                               | Nummer                                            | Besetzung             |
| ----------------------------------- | ------------------------------------------------- | --------------------- |
| Einleitung/Prolog                   | Down in the Valley                                | Erzähler, Chor        |
| 1. Szene – Im Gefängnis Birmingham  | Where is the one who will mourn me when I'm dead? | Brack                 |
| 2. Szene – Vor dem Haus der Parsons | Brack Weaver, my true love und The Lonesome Dove  | Jennie                |
| 3. Szene – In der Kirche            | The Little Black Train                            | Chor                  |
| 4. Szene – Vor der Kirche           | Hop Up, My Ladies                                 | Brack, Jennie         |
| 5. Szene – Im Haus der Parsons      | Hop Up, My Ladies                                 | Bouché                |
| 6. Szene – Beim Tanz                | Hoe-Down (basierend auf Sourwood Mountain)        | Jennie, Brack, Bouché |
| 7. Szene – Vor dem Haus der Parsons | The Lonesome Dove (Reprise)                       | Jennie                |
| 8. Szene – Im Gefängnis Birmingham  | Down in the Valley                                | Chor, Jennie, Brack   |

## Gestaltung

### Musik
Von den fünf verarbeiteten Folksongs dominiert die titelgebende Ballade Down in the Valley auch innerhalb der Oper. So ist die Melodie, die aus zwei kurzen Halbbögen besteht, in unterschiedlicher Besetzung insgesamt 19 Mal zu hören und bildet dadurch den musikalisch-narrativen Rahmen einer durchkomponierten Oper. Erzähler und Chor kommt dabei die Funktion zu, durch Variationen einzelne Szenen miteinander zu verknüpfen.
Des Weiteren integriert Weill vier traditionelle Songs an thematisch passender Stelle wie etwa das spirituelle The Little Black Train beim Treffen von Brack und Jennie auf einem sogenannten Prayer Meeting oder Hop Up, My Ladies, während sich die beiden auf den gemeinsamen Tanzabend freuen sowie Hoe-Down, wenn sie schließlich bei der Veranstaltung eintreffen. Das Bild einer einsamen Taube in The Lonesome Dove verwendet Weill symbolhaft für Jennies reine und ewige Liebe zu Brack, die selbst seinen Tod überdauern wird.
Bei der Neukomposition zweier Songs im Stil traditioneller Balladen (Where is the one who will mourn me when I’m gone? und Brack Weaver, my true love) lässt Weill das Folksong-Idiom einfließen, sodass diese kaum vom entlehnten Original-Material zu unterscheiden sind.
Insbesondere die Ballade Down in the Valley ist im Verlauf der Oper immer deutlicher von Weills Handschrift geprägt, aber auch die übrigen Songs weisen allesamt charakteristische Merkmale seiner Bearbeitung auf. So ist eine für ihn typische Mischharmonik zu erkennen, bei der ein tonales Zentrum lediglich umkreist wird und sich der Klang somit in einer freien Tonalität (Down in the Valley in der 8. Szene, 2. Strophe: Melodie in G-Dur, Motiv in C-Dur) bewegt. Die Mehrzahl der Stücke besitzt dabei eine geschlossene Form, da sie dennoch am Anfang und Ende ein tonales Gerüst aufweisen.
Innerhalb der einzelnen Nummern erreicht Weill die tonale Doppeldeutigkeit, indem er verschiedene Gestaltungsmittel einsetzt. Zu seinen gebräuchlichen Methoden gehört beispielsweise das Liegenlassen oder Hinzufügen von Tönen zu Sextakkorden (Down in the Valley im Prolog, letzter Akkord: C-Dur mit a als hinzugefügte Sexte), gesteigerten Terzschichtungen (Down in the Valley im Prolog, Überleitung zur 1. Szene: Schichtung der drei Terzen des-f, f-as, as-c) und sogenannten falschen Bässen (Down in the Valley im Prolog, 1. Strophe: zweiter Bass spielt durchgehend ein f, auch während der Dominante C-Dur), ebenso die Halbtonlabilität zum Auflösen eines Akkords (Where is the one who will mourn me when I’m gone? in der 1. Szene, 1. Strophe: chromatische Fortschreitungen leiten von der Tonika über die Dominante zurück in die Tonika) oder unvermittelte Rückungen in eine neue Tonart (Down in the Valley im Prolog, 2. Strophe: F-Dur; 3. Strophe: As-Dur). Mithilfe dieser sowie weiterer Kunstgriffe versieht Weill nicht nur die verarbeiteten Folksongs mit spezifischen Harmonien, sondern präsentiert die gesamte Oper in einem typischen Weillschen Klangbild.

### Libretto
Arbeitsgrundlage und Ausgangspunkt für das Libretto ist der Folksong Down in the Valley respektive Birmingham Jail, der die Gedanken eines Gefangenen wiedergibt, während er vor seiner Hinrichtung auf einen letzten Brief seiner Geliebten hofft. Diesen traditionellen Song ergänzt Sundgaard insofern, als er dem Lyrischen Ich zunächst die Rolle des Protagonisten verleiht: Brack Weaver. Weiterhin konstruiert er als zentrale Opernhandlung eine entsprechende Vorgeschichte, die Bracks Gefängnisaufenthalt herbeiführt und bestückt dazu die Folksongs stellenweise mit neuen Texten.
Sundgaard bedient sich des Stilmittels einer Rückwendung auf doppelter Ebene, indem er die Ereignisse in zwei Schritten anachron erzählt. So eröffnet ein Erzähler die Oper in der Art eines Prologs mit der Mitteilung, dass Brack Weaver wegen Mordes an Thomas Bouché gehängt wurde und legt in einer ersten Analepse dar, wie Brack in der Nacht vor seiner Hinrichtung aus dem Gefängnis flieht und einige letzte Stunden mit Jennie Parsons verbringt. Innerhalb dieser Schilderung wiederum führen Jennie und Brack eine zweite, auflösende Rückblende ein, in der sie sich an ihr Kennenlernen zurückerinnern sowie anschließend in filmischem Duktus die folgenschweren Ereignisse vor und in der Mordnacht nachzeichnen.
Einige der Textpassagen in Down in the Valley weisen Merkmale einer charakteristischen dialektalen Färbung der Appalachen-Region auf, dem sogenannten Appalachian English:
„Hold it, young’un.“ – „Kin yuh hear me?“ – „I been settin’ here.“ – „Purty gal always needs protection.“ – „Yer makin’ a break, ain’t yuh?“

## Geschichte

### Entstehungshintergründe
Die erste Fassung von Down in the Valley entstand bereits 1945 und war ursprünglich für den Rundfunk konzipiert. Der Impuls hierfür ging von Olin Downes und Charles MacArthur aus, die eine Radioserie namens Your Songs, America planten. Durch kurze Opern, die auf US-amerikanischen Folksongs beruhen, sollte diese traditionelle Musik in einer dramatisierten Ausgestaltung wieder populärer gemacht werden. Weill und Sundgaard nahmen die Aufgabe an und verfassten eine rund 20-minütige Oper, in der sie fünf Folksongs verwerteten (Down in the Valley; The Lonesome Dove; The Little Black Train; Hop Up, My Ladies; Sourwood Mountain). Die Hörfunkreihe kam allerdings nie zustande, da sich keine potenten Sponsoren fanden.
Etwa drei Jahre später, im Frühjahr 1948, wandte sich Weills ehemaliger Verleger Hans Heinsheimer mit der Bitte um ein Bühnenstück an ihn, das für Studenten einer Opernklasse spielbar ist. Weill gestaltete daraufhin gemeinsam mit Sundgaard die bis dato unveröffentlichte Radio-Oper gemäß den Ansprüchen einer nicht professionellen, studentischen Bühnenaufführung um. Hierfür verlängerten sie zum einen Down in the Valley auf eine adäquate Spieldauer von etwa 40 Minuten, indem sie Szenen einfügten, die Dialoge ausbauten und mit Musik unterlegten sowie zwei in traditioneller Folk-Manier neu komponierte Songs (Where is the one who will mourn me when I'm gone? und Brack Weaver, my true love) einarbeiteten. Zum anderen vereinfachten sie die Oper dahingehend, dass die Anforderung an Kulisse, Kostüme und Technik bewusst niedrig gehalten ist und die Orchestration je nach Besetzbarkeit der Instrumente variiert werden kann.
Am 15. Juli 1948 wurde die revidierte Bühnenfassung im Auditorium der Indiana University, Bloomington, erstmals zur Aufführung gebracht, wobei auch Kurt Weill und seine Frau Lotte Lenya unter den Zuschauern waren.

### Rezeption
Die Uraufführung erfuhr großen Zuspruch, und bereits rund drei Wochen später zeigte die University of Michigan am 7. August 1948 eine weitere Inszenierung von Down in the Valley. Diese wurde vom Radiosender NBC landesweit übertragen, sodass die Oper schließlich doch den Weg in den Hörfunk fand. Außerdem zeigte NBC-TV 1950 eine Studioproduktion von Down in the Valley als erste Ausgabe einer Fernseh-Opernreihe.
In den folgenden zwei Jahren verzeichnete der Musikverlag Schirmer, der die Klavierpartitur vertrieb, fast 300 Inszenierungen, auch in Europa. Weitere Aufführungen in Asien und Australien waren in Planung, und mit rund 6000 Vorstellungen in den ersten neun Jahren nach der Premiere war Down in the Valley nach der Dreigroschenoper die zweitmeistgespielte Komposition für die Bühne von Kurt Weill.
Die Aufführungen fanden und finden durch die Schlichtheit der Oper begünstigt vorrangig im schulischen Kontext statt, weswegen sie der Gattung Schuloper zugeordnet werden kann. Diese ist jedoch nicht bedenkenlos mit dem Konzept eines Lehrstücks gleichzusetzen.
Hinsichtlich der Spieldauer einer Bühnenaufführung von Down in the Valley finden sich unterschiedliche Angaben, sie variieren dabei von 35 Minuten bis 45 Minuten.

## Diskografie (Auswahl)
- Weill, Kurt: The Kurt Weill Classics. Lady in the Dark, Down in the Valley. LP, RCA Victor 1964, LPV-503.
- Weill, Kurt: Der Jasager, Down in the Valley. CD, Capriccio 1991, 60 020-1.
- Weill, Kurt: Lady in the Dark, Down in the Valley (= NBC Television Opera Theater; 1954/1950 Television Cast). CD, Sepia 2005, 1052.